# Joseph Wurm (Politiker, 1786)
Joseph Wurm (* 13. Dezember 1786 in Großaign bei Furth im Wald; † 29. Juni 1866 in München) war ein deutscher katholischer Priester.

## Werdegang
Er war der Sohn des Söldners und Webermeisters Johann Ev. Wurm und seiner Ehefrau Maria Walburga. Von 1798 bis 1807 besuchte er das Gymnasium in Straubing und das Lyzeum in München.
Wurm war Dorfpfarrer in Riedering und zugleich Distriktsschulinspektor. Am 7. März 1844 wurde er zum Domkapitular im Erzbistum München und Freising ernannt.
Von 1840 bis 1843 war er Mitglied der Kammer der Abgeordneten der Bayerischen Ständeversammlung. Seine Gesinnungen wurden „dem monarchischen Prinzip entsprechend und in religiöser Beziehung streng katholisch“ beurteilt, er selbst als „wissenschaftlich gebildet, eifrig, sehr guter Schulmann“.
Er starb im 81. Lebensjahr an Altersschwäche und vorausgegangenem Typhus.